# Пассажирский вагон

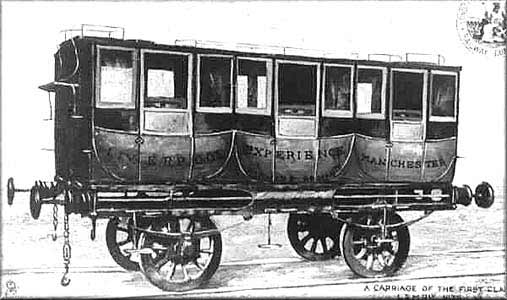
Пассажирский вагон времён первой половины XIX века на линии Ливерпуль — Манчестер

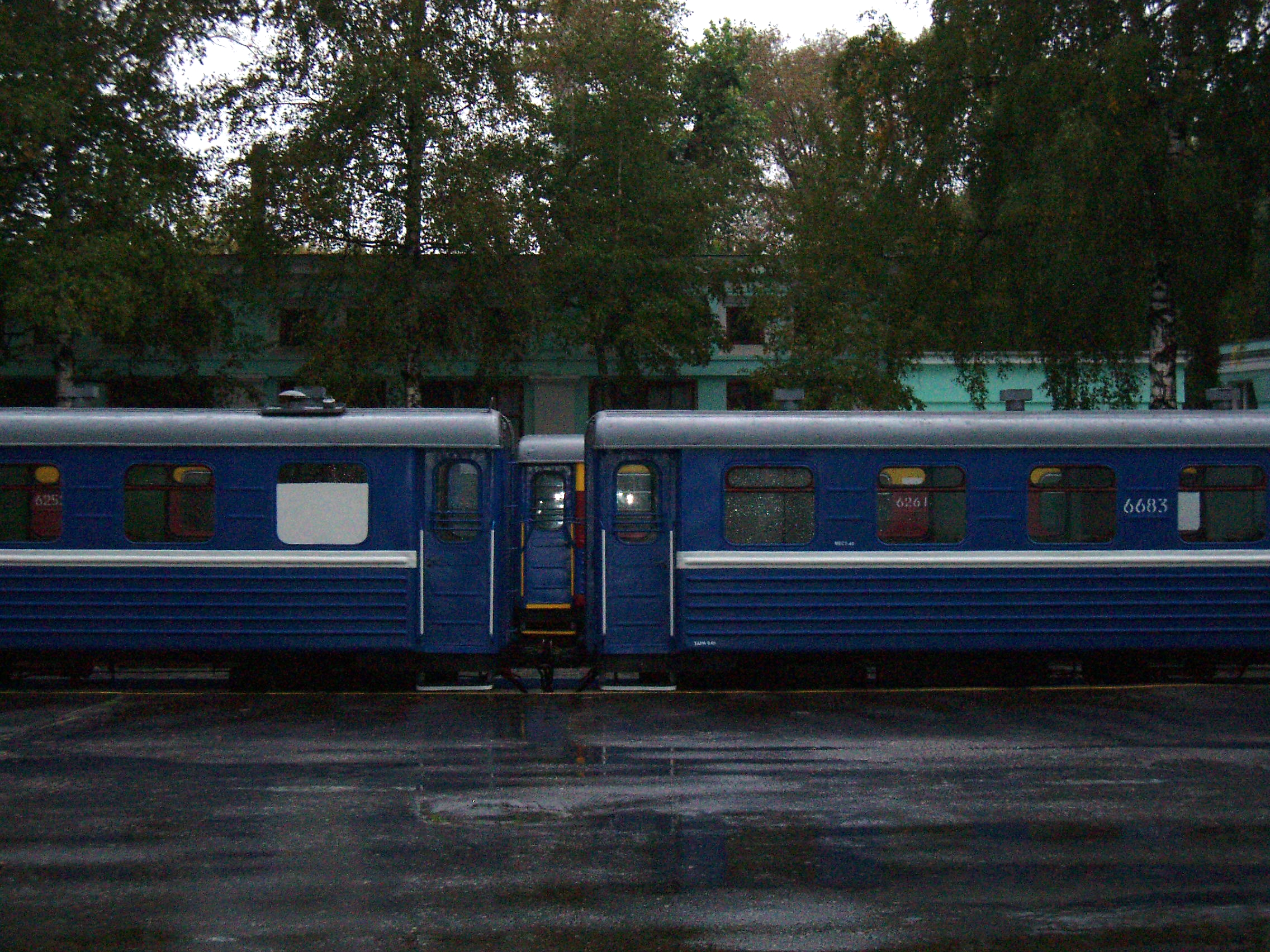
Вагоны на детских железных дорогах

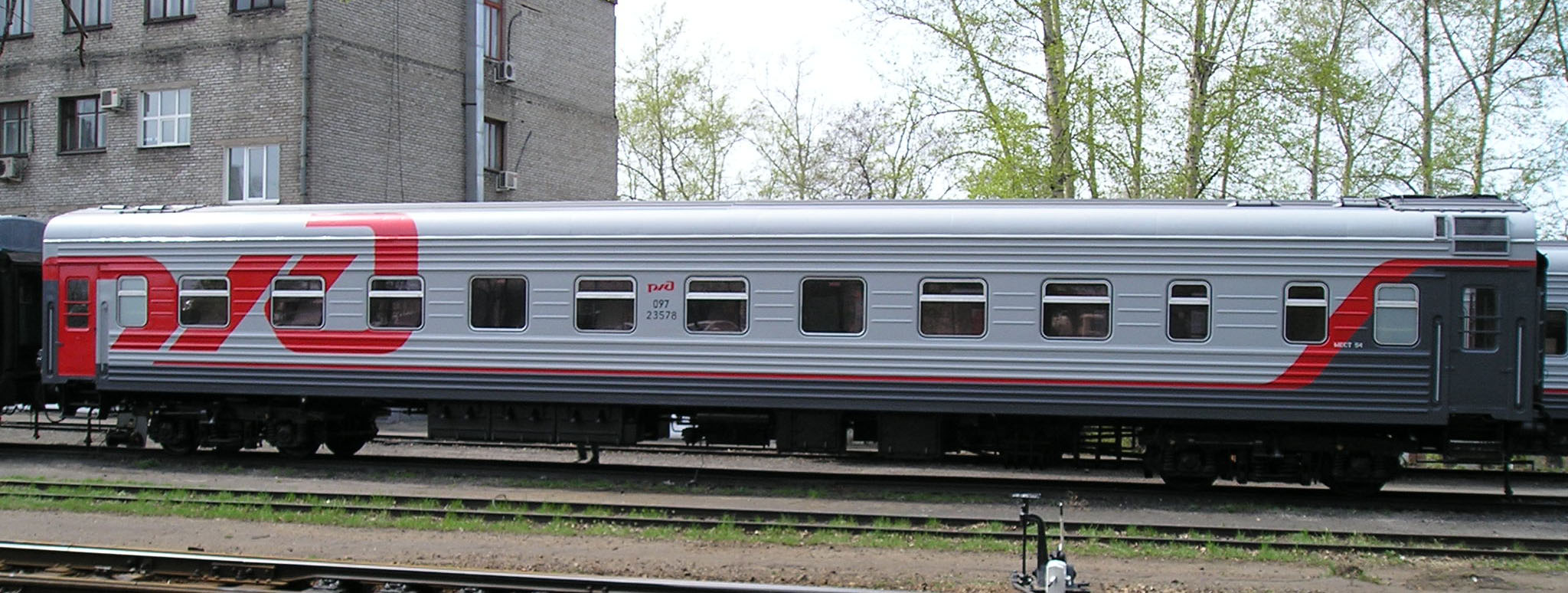
Плацкартный вагон модели 61-4194, оформленный в фирменном стиле ОАО «РЖД»

Интерьер плацкартного пассажирского вагона ОАО «РЖД»

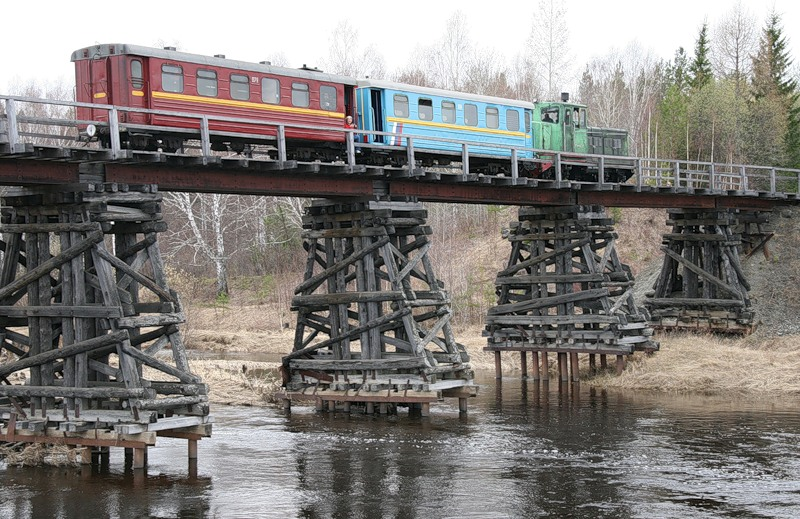
Пассажирские вагоны ПВ51 в составе поезда Алапаевской узкоколейной железной дороги

Пассажи́рский ваго́н — единица подвижного состава, предназначенная для перевозки пассажиров. Пассажирский вагон — основная часть пассажирского вагонного парка, в состав котоpoгo входят также вспомогательные вагоны пассажирского парка: вагоны-рестораны, багажные вагоны, почтовые вагоны.
Пассажирские вагоны по способу перемещения разделяются на:
- несамоходные (вагоны локомотивной тяги), используемые преимущественно в дальнем и межобластном сообщении, составляют основную часть (более 70 процентов) пассажирского парка.
- самоходные, являющиеся, как правило, составными единицами поездов постоянного формирования моторвагонного подвижного состава — электропоездов и дизель-поездов, а в некоторых случаях — одиночными самоходными вагонами (автомотрисами).

В зависимости от дальности следования поездов в них используют различные пассажирские вагоны: спальные, купейные, плацкартные или некупейные (открытого типа с сидячими местами) с мягкими креслами или жёсткими местами для сидения.

## Конструктивные особенности

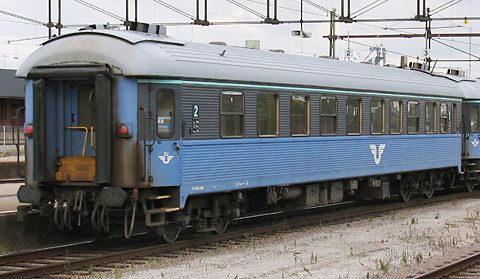
Стандартный европейский пассажирский вагон

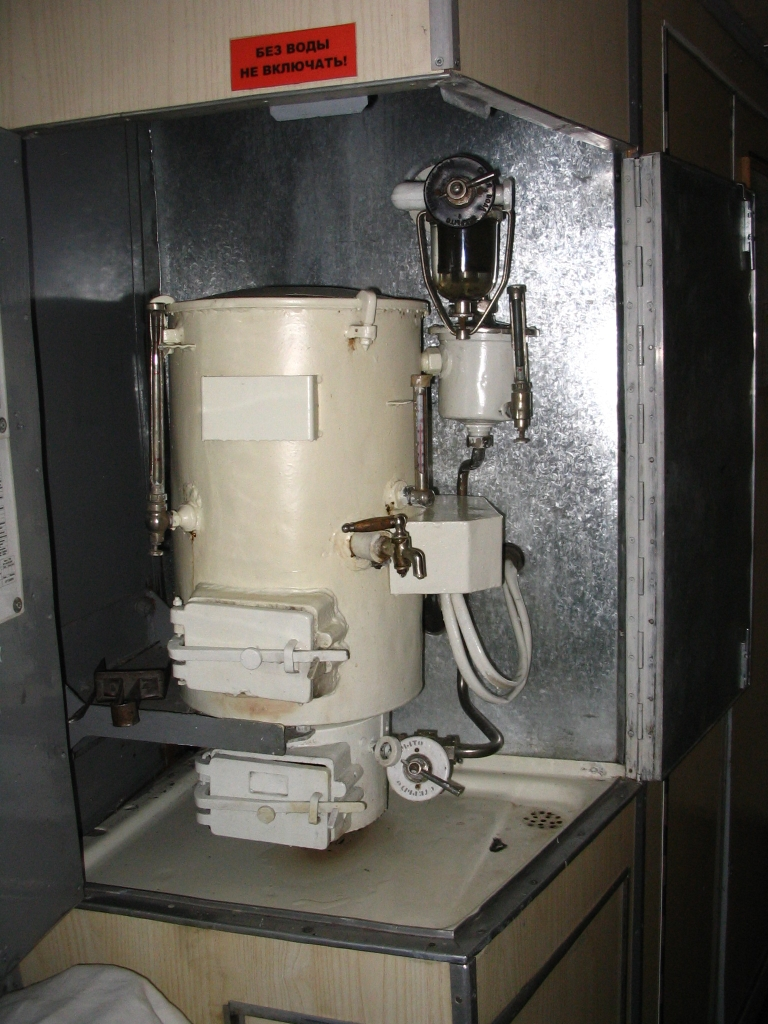
Комбинированный твердотопливный (дрова, торф, уголь и т. д.) / электрический кипятильник вагонный КВ-1М советских пассажирских плацкартных и купейных вагонов

Вагон представляет собой сложную конструкцию, включающую механические, электро- и теплотехнические системы, системы жизнедеятельности.
1. Механическое оборудование
  1. Кузов. Предназначен для перевозки пассажиров или грузов, его конструкция зависит от типа вагона.
  2. Рама. Является основанием кузова. Состоит из продольных и поперечных балок, жёстко связанных между собой. На ней размещаются ударно-тяговые приборы и часть тормозного оборудования.
  3. Ходовая часть. Предназначена для безопасного движения вагона по рельсовому пути с необходимой плавностью и наименьшим сопротивлением движению. Состоит из пассажирских вагонных тележек, которые соединяются с рамой с помощью шкворней и скользунов.
  4. Ударно-тяговые приборы. Предназначены для сцепления вагонов между собой и с локомотивом, удержания их на определённом расстоянии друг от друга, смягчения действия растягивающих и сжимающих усилий, которые возникают в процессе движения. Состоят из автосцепного оборудования и упругих переходных площадок с буферными комплектами.
  5. Автотормозное оборудование. Предназначено для искусственного сопротивления движению поезда или остановки. Используются тормоза: ручные, электромагнитные, электрические, пневматические, электропневматические.
2. Теплотехническая система
  1. Автоматика
  2. Энергоснабжение
  3. Коммуникации
  4. Отопление и вентиляция.
3. Системы жизнедеятельности
  1. Внутреннее обустройство (интерьер). Предназначено для удобного размещения пассажиров и багажа в вагонах и создания необходимых условий для работы проводника. Подразделяется на несъёмное, то есть постоянно находящееся на вагоне (полки, сиденья, столики, сантехника, переборки, поручни, ступеньки), и съёмное (постельные принадлежности, веники, коврики, пылесосы, вёдра).
  2. Системы безопасности: сигнализация утечек тока на корпус,
  3. Водоснабжение. Предназначена для обеспечения пассажиров питьевой водой, удовлетворения их бытовых нужд, пополнения системы отопления между заправками.
  4. Освещение: основное (люминесцентное), дежурное, служебное, аварийное (лампы накаливания).
  5. Система отопления. Предназначены для поддержания установленного температурного режима внутри вагона, вне зависимости от температуры окружающей среды и скорости движения воздуха. Кроме того система отопления должна подогревать воздух, подаваемый в вентиляционную установку, обеспечивать подогрев воды в системе горячего водоснабжения, а также обогревать головки водоналивных и сливных труб.
  6. Вентиляция и кондиционирование воздуха. Предназначена для обеспечения необходимого воздухообмена и подпора воздуха в вагон, препятствующего проникновению пыли, а также неочищенного воздуха, зимой не подогретого, а летом — не охлаждённого, через неплотности ограждения.

Кузова всех пассажирских вагонов выполнены в виде металлической коробки, состоящей из рамы с полом, двух боковых и двух торцевых стен, крыши и концевых перегородок, отделяющих тамбур от пассажирского помещения. Конструкция кузова встречается двух вариантов:
1. С хребтовой балкой (в отечественных вагонах)
2. Без хребтовой балки (в вагонах Германии и Венгрии)

Кузов имеет каркас, образованный балками пола, стойками боковых стен и дугами крыши. Снаружи каркас покрыт стальным листом толщиной 3 мм. Внутренняя обшивка стен выполнена из дерево-плиты толщиной 19 мм или из фанеры толщиной 10 мм. Перегородки из плиты толщиной 25 мм. Пол настилают плитами толщиной 19 мм.
В стены, потолок и пол пространства между металлическими листами и внутренней обшивкой закладывают теплоизоляцию — пенополистирол. Сохранение тепла в вагоне зависит от состояния термоизоляции и качества её укладки, а также соблюдения режима отопления проводником.
Двери всех вагонов подразделяются на наружные металлические и внутренние из деревянных или фанерных плит, облицованных пластиком и армированных металлическим каркасом. Для облегчения входа в вагон с низких платформ, наружные двери снабжены подножками с откидывающейся ступенькой.
На всех пассажирских вагонах окна бывают: опускные (опускаются на 1/3 часть окна), подъёмные, глухие (не открываются), окна с термопакетами и аварийные (опломбированы, после открытия закрыть нельзя).
Ходовые части вагона представляют, как правило, две двухосные тележки, которые имеют связь с кузовом, обеспечивающую свободу взаимных угловых перемещений в трёх плоскостях, а также передачу продольных тяговых и тормозных усилий.
На каждом конце вагона установлено ударно-тяговое и переходное устройство, состоящее из автосцепного устройства с поглощающим аппаратом (для передачи продольных нагрузок в поезде), амортизаторов буферного типа и опирающейся на них переходной площадки (с мостиком и уплотнительной рамкой), образующей замкнутый тоннель между сцепленными вагонами.
Все пассажирские вагоны оборудованы тормозной системой — комплексом устройств, состоящим из автоматического (электро)пневматического тормоза и механической тормозной рычажной передачи, установленных на кузове и вагонных тележках, а также кранов экстренного торможения (стоп-кранов).
Основным помещением для пассажиров является купе.

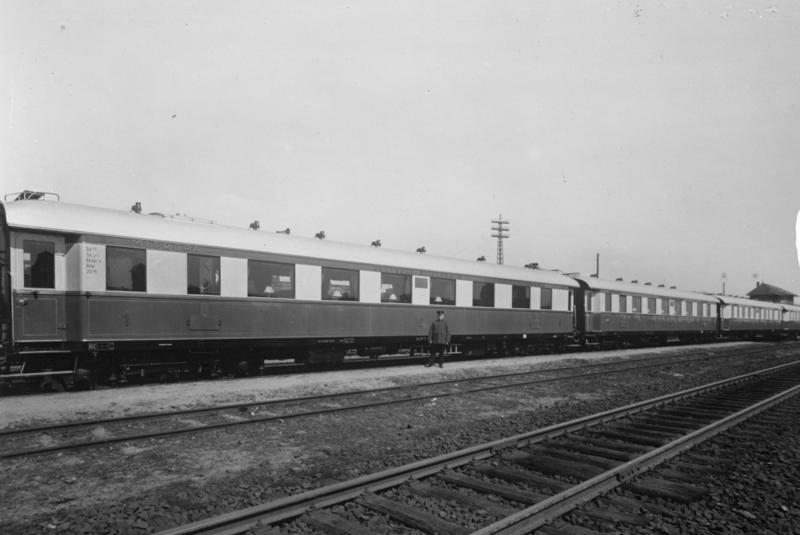
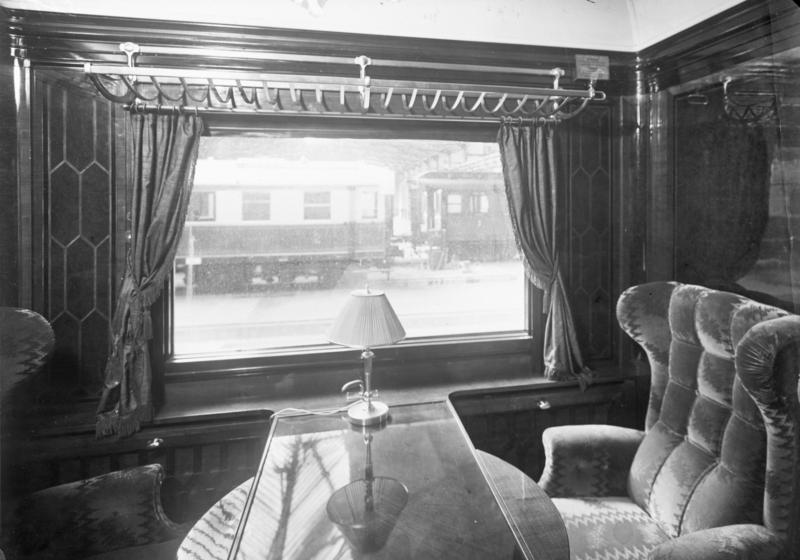

## Ходовые части

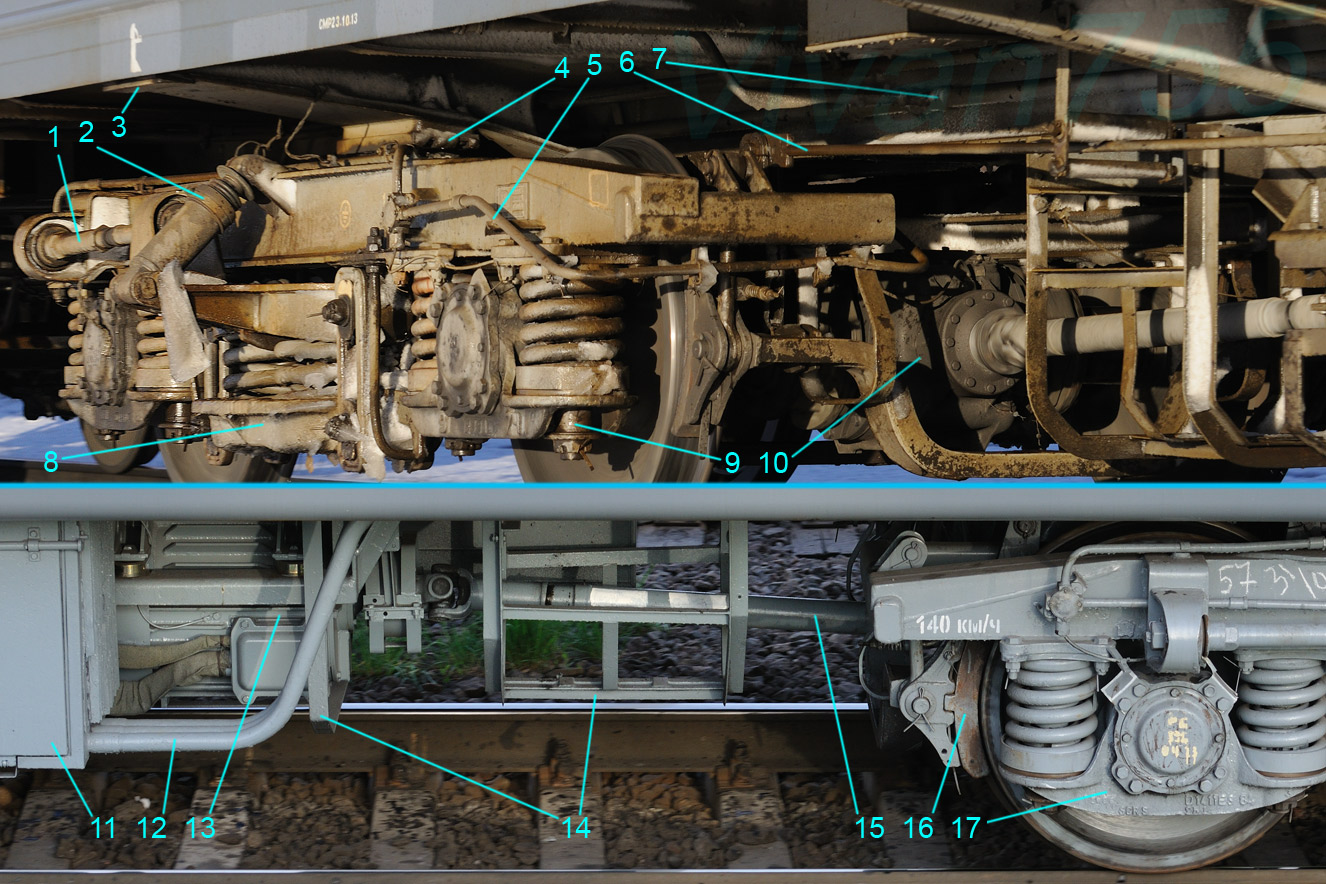
Рис. А — тележка ТВЗ-ЦНИИ с редукторно-карданным приводом

Современные пассажирские вагоны, находящиеся в эксплуатации в странах бывшего СССР, оборудованы тележками типа КВЗ-ЦНИИ I и КВЗ-ЦНИИ II (ТВЗ-ЦНИИ), которые выпускаются с 1965 года. С недавнего времени в России Тверской вагоностроительный завод начал устанавливать на свои вагоны тележки безлюлечного типа с дисковыми тормозами и кассетным подшипником, в том числе рассчитанные на скорость до 200 км/ч.
Технические данные тележки КВЗ-ЦНИИI:
- скорость — до 140 км/ч
- масса — 7,4 тонны
- база — 2,4 метра
- колёсная пара — РУ-950 (роликовая унифицированная)

Тележка состоит из следующих основных узлов:
- рама
- балки, в зависимости от конструкции
- две колёсные пары с буксами
- два комплекта центрального подвешивания
- два комплекта буксового подвешивания
- тормозная рычажная передача с двусторонним нажатием колодок

### Колёсная пара
Колёсная пара является наиболее ответственной частью вагонной тележки. От её состояния зависит плавность хода и безопасность движения. Колёсная пара состоит из оси и двух колёс. Расстояние между внутренними гранями колёс при скорости поезда до 120 км/ч должно быть 1440 мм ± 3, а при скорости свыше 120 км/ч — 1440 +3 −1 мм.
Ось состоит из двух буксовых шеек, двух предподступичных, двух подступичных частей и одной средней части. Колесо состоит из ступицы, диска и обода (обод имеет гребень и поверхность катания).

#### Обыкновенное и полное освидетельствование колёсной пары
Полное освидетельствование проводится при формировании колёсной пары, а также при обточке колёсной пары по прокату, при ремонте колёсной пары, после крушений и аварий. На торце колёсной пары ставят клейма, согласно правилам маркировки. На правом торце оси: номер завода-изготовителя оси, номер пункта, перенесшего знаки маркировки, номер оси, клейма ОАО «РЖД», дата изготовления оси, знак формирования. На левом торце оси: дата и место формирования, место и дата полного освидетельствования. На ободе колеса: год изготовления колеса, марка стали, номер плавки, номер завода-изготовителя, номер колеса, принадлежность государству (20 — Россия).
Обыкновенное освидетельствование проводится перед каждой подкаткой колёсной пары под вагон. При этом проводится диагностирование элементов для выявления трещин, проверяется соответствие всех размеров и износов установленным нормам.

#### Неисправности колёсной пары
- Прокат — это естественный износ поверхности катания колеса при соприкосновении с рельсом и тормозными колодками. При чрезмерном прокате гребень может повреждать или срезать болты рельсовых креплений. При превышенном размере проката необходимо восстановить профиль поверхности катания обточкой на колёсопрокатном станке.
- Ползун — это протёртость на поверхности катания колеса, которая образуется при заклинивании колёсных пар (неисправность, если зажаты тормозными колодками при неотпущенных тормозах, движение юзом), когда они не вращаются, а скользят по рельсам. Ползун вызывает сильные удары колеса о рельсы во время движения, может разрушиться как колесо, так и рельс.
- Навар — это неисправность, при которой появляется смещение металла на поверхности катания.
- Тонкий гребень — уменьшение толщины гребня до 25 мм и менее (Правилами Технической Эксплуатации установлена толщина гребня не более 33 мм).

## Оборудование

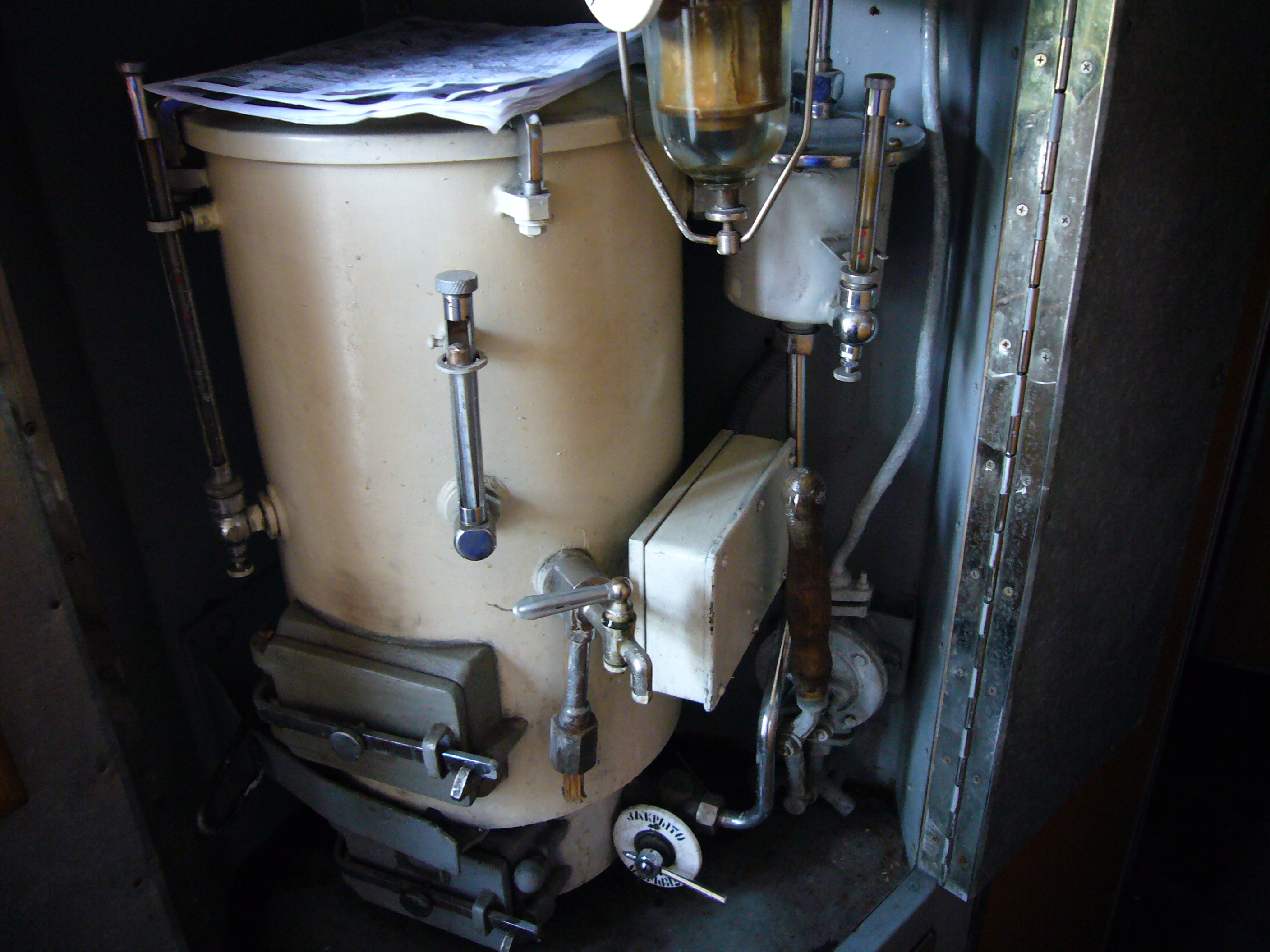
Водогрейный котёл питьевого водоснабжения пассажирского (плацкартного, купейного) вагона

На пассажирских вагонах смонтировано следующее оборудование:
- Внутреннее
- Климатическое
- Санитарно-техническое

К внутреннему оборудованию пассажирского вагона относятся устройства, составляющие интерьер вагона и выполняющие его планировку в соответствии с назначением (перегородки между помещениями, облицовка стен, пола и потолка, места для лежания или сидения пассажиров, размещения багажа, а также окна, двери, различная арматура). Каждый пассажирский вагон имеет систему электроснабжения, обеспечивающую питание электроэнергией всех его потребителей (устройства отопления, освещения).
К климатическим устройствам пассажирского вагона относится комплекс оборудования — установки отопления, вентиляции и кондиционирования воздуха, необходимые для обеспечения в вагоне нормальных температурных условий и воздухообмена.
В санитарно-техническое оборудование пассажирского входят санитарные узлы и система водоснабжения. До недавнего времени устройство санитарных узлов было таково, что их нельзя было использовать при прохождении поезда через селитебные зоны. Использованная вода и нечистоты сбрасывались прямо на пути. С этим связано существование санитарных зон, когда при прохождении через крупные города туалеты в вагонах закрываются на несколько часов. С оборудованием вагонов биотуалетами проблема постепенно решается.

## Системы электроснабжения пассажирских вагонов

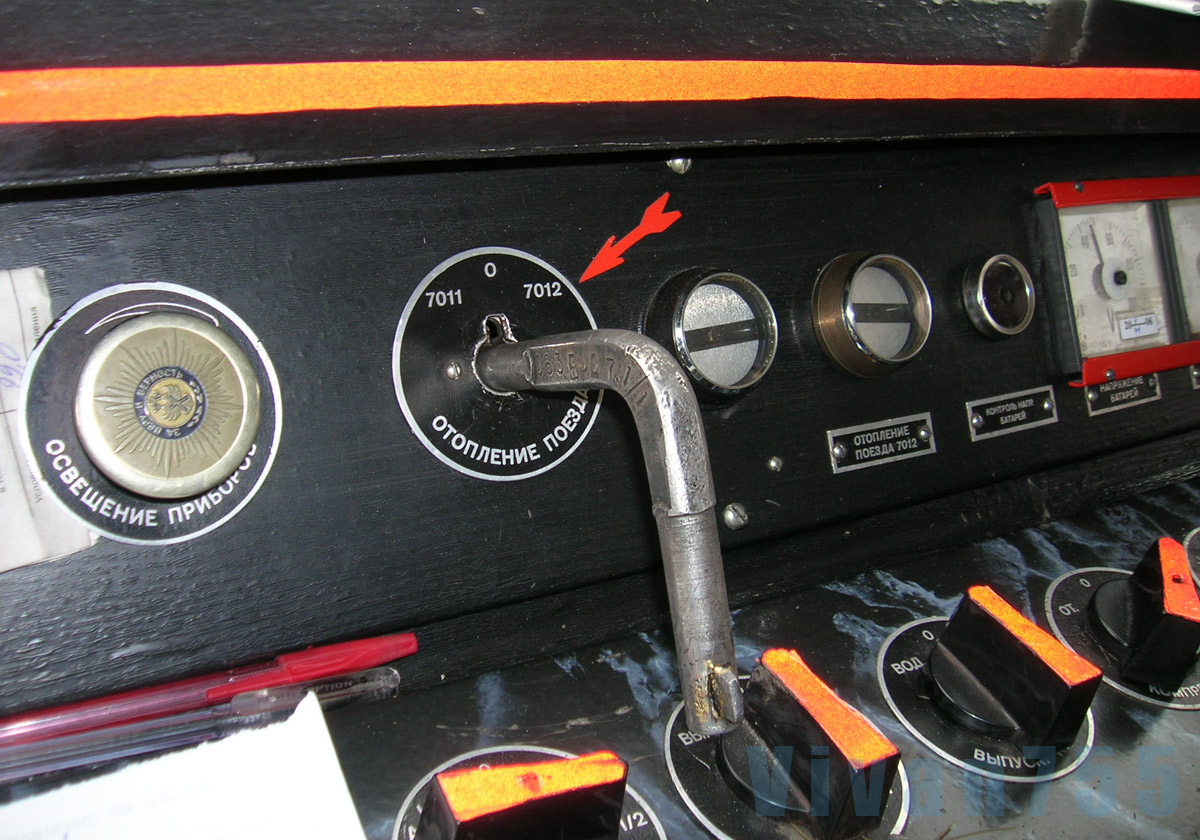
Ключ отопления поезда в пульте электровоза ЧС7. На ключе выбит номер, 063 — код дороги (КБШ)

Системы различаются типом источника питания и способом доставки на вагон электроэнергии.
- автономная
- смешанная
- централизованная
- централизованная высоковольтная

На ЖД Италии, Польши, Словении, Чехии и Словакии, ЖД бывшего СССР принят стандарт централизованного высоковольтного электроснабжения пассажирских вагонов напряжением 3000 В, причём на трёх последних сетях допускается подача переменного тока частотой 50 Гц, на остальных согласно документу МСЖД 550 должен подаваться только постоянный ток. Разъёмы магистрали электроснабжения стандартизированы, для соединения-разъединения разъёмов и включения тока на локомотиве используется стандартный ключ. Ключ отопления хранится у поездного электромеханика и выдаётся локомотивной бригаде после соединения магистрали между локомотивом и составом, чем исключается разъединение разъёмов под напряжением. Питание состава обеспечивают все пассажирские электровозы, а также некоторые тепловозы (например, ТЭП70БС). Напряжение 3000 В в зависимости от схемы вагона может использоваться только для отопления, может использоваться для питания всего оборудования вагона.

### Автономная система
Система распределения смонтирована на распределительном щите в служебном купе проводника. На вагонах с автономной системой электроснабжения имеется полный комплект устройств, необходимых для работы:
- источник питания
- потребители
- система распределения энергии.

Источник питания предназначен для получения электрической энергии. На пассажирском вагоне имеется минимум два источника питания:
- аккумуляторная батарея
- генератор (поз. 13 на рис. А).

При движении питание производится от генератора. Вал генератора приводится во вращение с помощью механической передачи, которая называется приводом генератора. У большинства пассажирских вагонов генератор начинает работать на скорости 35-40 км/ч. Если скорость движения меньше, то питание идёт от аккумуляторной батареи (наиболее часто применяется щелочная никель-железная батарея). В качестве генераторов используют следующие виды электрических машин:
- генераторы постоянного тока (на более старых вагонах)
- генераторы переменного тока

Генератор переменного тока подключается к аккумуляторной батарее через трёхфазный выпрямитель. Все потребители рассчитаны на постоянный ток, как и в предыдущей системе. Преимущество — отсутствие в генераторе переменного тока быстроизнашивающегося щёточно-коллекторного узла.
Мощность любого генератора составляет примерно:
- 8-12 киловатт на вагонах без кондиционера
- 28-32 киловаттa на вагонах с кондиционером (привод генератора — редуктор от средней части оси колёсной пары, поз. 10 на рис. А).

Если скорость движения поезда мала или он не движется, то напряжение на выходе генератора отсутствует либо недостаточно для питания потребителей. Если поезд движется с высокой скоростью, то напряжения генератора становится выше ЭДС аккумуляторной батареи. При этом ток в аккумуляторной батарее меняет направление и она становится одним из потребителей (накапливает электрическую энергию). Обратный диод предотвращает разряд аккумулятора через обмотку неработающего генератора, когда поезд не движется, при генераторе переменного тока такой проблемы нет — там роль обратного диода выполняют диоды выпрямителя. 
Напряжение низковольтных цепей (управления, аварийного и дежурного освещения, вспомогательных потребителей) составляет:
- 50 В на вагонах без кондиционирования
- 110 В на вагонах с кондиционированием.

### Смешанная система электроснабжения
При смешанной системе электроснабжения у пассажирского вагона имеются все те источники питания, что и при автономной. Дополнительно к ним имеется подвагонная высоковольтная магистраль (поз. 12 на рис. А), по которой высокое напряжение (3000 вольт) подаётся от локомотива. 3000 вольт на каждом вагоне используют только для питания комбинированного отопления.
ТЭНы, расположенные в отопительном котле, при подключении к ним напряжения 3000 вольт нагреваются и нагревают теплоноситель (вода, антифриз). Теплоноситель циркулирует по отопительным трубам и отапливает вагон.
На вагонах со смешанной системой электроснабжения имеются два рабочих напряжения:
- низкое (50/110 В)
- высокое (3000 В)

Автономные и смешанные системы электроснабжения увеличивают сопротивление движению за счёт тормозящего действия генераторов, что снижает максимальную скорость, с которой локомотив может тянуть состав. Поэтому в скоростных поездах применяются централизованные системы электроснабжения без подвагонных генераторов.

### Централизованная система электроснабжения с вагоном-электростанцией
При такой системе электроснабжения подвагонные генераторы с приводом от колёсной пары не устанавливают. На вагонах имеется только аккумуляторная батарея небольшой ёмкости. Чтобы заряжать аккумулятор, в состав поезда включают специальный вагон, не предназначенный для перевозки пассажиров. Этот вагон называют вагон-электростанция. Внутри находятся мощные генераторные установки. Энергии, вырабатываемой этими генераторами, достаточно для питания всех вагонов поезда.
Вагоны-электростанции бывают мотор-генераторными и дизель-генераторными. Мотор-генераторные электростанции работали в составе скоростного поезда «Аврора».
Для подачи электроэнергии от вагона-электростанции к каждому вагону на таких поездах предусматривается подвагонная магистраль с напряжением 380 вольт.

### Централизованная высоковольтная система питания
Используется на «Невском экспрессе», «Красной стреле» и «Столичном экспрессе» (Москва - Киев), а также на поезде «Жигули» (Самара - Москва). При такой системе вместо генератора под вагоном установлен специальный блок электроснабжения (БЭВ), состоящий из электронных преобразователей. Питание 3000 вольт, поступающее от электровоза, преобразуется в переменный ток и понижается до необходимого уровня, а затем используется для питания потребителей.

## Эксплуатационные характеристики
Для оценки эксплуатационно-технических и экономических преимуществ конструкции пассажирского вагона при одинаковом комфортном уровне обычно используются следующие показатели:
- относительная масса тары — масса вагона, приходящаяся на одно пассажирское место
- погонная населённость — число пассажирских мест, приходящихся на единицу длины (1 метр) вагона по осям автосцепок.

У пассажирских вагонов дальнего следования, используемых в парке РЖД, относительная масса тары составляет около 1500 кг на одно место в спальных вагонах открытого типа и 950 кг — в купейных; на 1 метр длины населённость соответственно — 1,42 и 2,1 пассажира.

## Знаки и надписи
На торцевой стене пассажирского вагона трафаретом наносят (в соответствии с Альбомом «Знаки и надписи на пассажирских вагонах» 0082-05 ПКБ ЦЛ):
- место приписки вагона (ЛВЧД №…)
- дата последнего деповского ремонта (ДР)
- дата и место последнего заводского ремонта (КР-1, КР-2)
- весенне-осеннее «оздоровление» (ТО-2)
- дата единой технической ревизии (ТО-3)
- знак «высокое напряжение»
- высота автосцепки над уровнем головки рельса в миллиметрах (980—1080)

На боковой стороне вагона наносят:
- у входной двери рабочего тамбура: тару вагона, количество посадочных мест.
- в центре вагона логотип железнодорожной компании и номер вагона:
  - Например: 003 24736 (в 2 строки). Где: 0 — род вагона (пассажирский), 03 — код железной дороги, 2 — тип вагона, 473 — порядковый номер, 6 — контрольная цифра

Типы вагонов:
- 0 — спальный
- 1 — купейный
- 2 — плацкартный
- 3 — межобластной
- 4 — почтовый
- 5 — багажный
- 6 — ресторан

- 7 — служебный
- 8 — принадлежащий частным компаниям

На всех вагонах также нанесён трафарет с указанием типа воздухораспределителя.
Например, надпись Тормоз 292 ставится на вагонах, имеющих воздухораспределитель номер 292.

## Виды и сроки ремонта
В соответствии с приказом Министерства транспорта Российской Федерации от 13.01.2011 г. № 15 «О внесении изменений в приказ Министерства путей сообщения Российской Федерации от 4 апреля 1997 г. № 9Ц» для поддержания пассажирских вагонов в исправном состоянии существует система их осмотра и ремонта:
- ТО-1 — техническое обслуживание первого объёма. Осуществляется перед отправлением вагона в рейс, а также в пунктах оборота на пунктах технического осмотра.
- ТО-2 — техническое обслуживание второго объёма. Проводится перед летними или зимними перевозками. Выполняется в период с 15 марта по 25 мая или с 5 сентября по 31 октября.
- ТО-3 — техническое обслуживание третьего объёма (единая техническая ревизия). Проводится через год после капитального, заводского, деповского ремонта или с момента постройки.
- ДР — деповской ремонт. Проводится по пробегу 500 (или 600) тысяч километров, но не позднее 36 месяцев после последнего выполненного ремонта. Как правило, выполняется в депо, к которому приписан вагон.
- КР-1 — капитальный ремонт первого объёма. Осуществляется на заводе или депо через шесть (для вагонов с дисковыми тормозами - через восемь) лет после постройки вагона. Далее - через 6 (8) лет.
- КР-2 — капитальный ремонт второго объема. Проводится один раз в 18 лет на заводе. Меняются теплоизоляция, электропроводка.
- КВР — капитально-восстановительный ремонт. Проводится один раз через 25 лет после постройки.

## Перспективы развития
При конструировании пассажирских вагонов новых типов решаются следующие задачи:
- повышения комфортабельности и безопасности поездок пассажиров
- обеспечения охраны окружающей среды (применение устройств для предотвращения загрязнения пути)
- облегчения тары вагонов путём применения в несущей конструкции нержавеющих сталей и лёгких сплавов
- повышения конструкционной скорости до 140—160 километров в час для массовых вагонов дальнего следования (скоростных вагонов) путём улучшения характеристик ходовых частей, тормозного оборудования, применения кузова обтекаемой формы с высокими аэродинамическими качествами.
- повышения пассажировместимости за счёт применения двухэтажных вагонов.

## Стоимость
В 2017 году заводская цена одного пассажирского вагона поезда дальнего следования Тверского вагоностроительного завода составляет около 47 млн рублей.